# MIMD

MIMD (англ. Multiple Instruction stream, Multiple Data stream — Множественный поток Команд, Множественный поток Данных, сокращённо МКМД) — концепция архитектуры компьютера, используемая для достижения параллелизма вычислений. Один из классов вычислительных систем в классификации Флинна.
Машины имеют несколько процессоров, которые функционируют асинхронно и независимо. В любой момент различные процессоры могут выполнять различные команды над различными частями данных. MIMD-архитектуры могут быть использованы в целом ряде областей, таких, как системы автоматизированного проектирования / автоматизированное производство, моделирование, а также коммуникатор связей (англ. communication switches). MIMD-машины могут быть либо с общей памятью, либо с распределяемой памятью. Эта классификация основана на том, как MIMD-процессоры получают доступ к памяти. Этот класс предполагает, что в вычислительной системе есть несколько устройств обработки команд, объединённых в единый комплекс и работающих каждое со своим потоком команд и данных.
Обработка разделена на несколько потоков, каждый с собственным аппаратным состоянием процессора, в рамках единственного определённого программным обеспечением процесса или в пределах множественных процессов. Поскольку система имеет несколько потоков, ожидающих выполнения (системные или пользовательские потоки), эта архитектура эффективно использует аппаратные ресурсы.
В MIMD могут возникнуть проблемы взаимной блокировки и состязания за обладание ресурсами, так как потоки, пытаясь получить доступ к ресурсам, могут столкнуться непредсказуемым способом. MIMD требует специального кодирования в операционной системе компьютера, но не требует изменений в прикладных программах, кроме случаев, когда программы сами используют множественные потоки (MIMD прозрачен для однопоточных программ под управлением большинства операционных систем, если программы сами не отказываются от управления со стороны ОС). И системное, и пользовательское программное обеспечение, возможно, должны использовать программные конструкции, такие, как семафоры, чтобы препятствовать тому, чтобы один поток вмешался в другой, в случае если они содержат ссылку на одни и те же данные. Такое  действие увеличивает сложность кода, снижает производительность и значительно увеличивают количество необходимого тестирования, хотя обычно не настолько, чтобы свести на нет преимущества многопроцессорной обработки.
Подобные конфликты могут возникнуть на аппаратном уровне между процессорами, и должны обычно решаться аппаратными средствами, или комбинацией программного обеспечения и оборудования.